# Pravoslavný kříž

Pravoslavné kříže:
řecký rovnoramenný
osmikonečný (ruský pravoslavný)
řecký
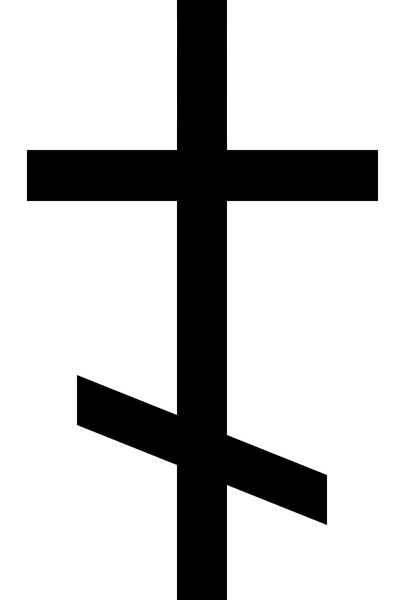
ruský
byzantský
bulharský
srbský
srbský tetragrammický
etiopský
koptský
makedonský

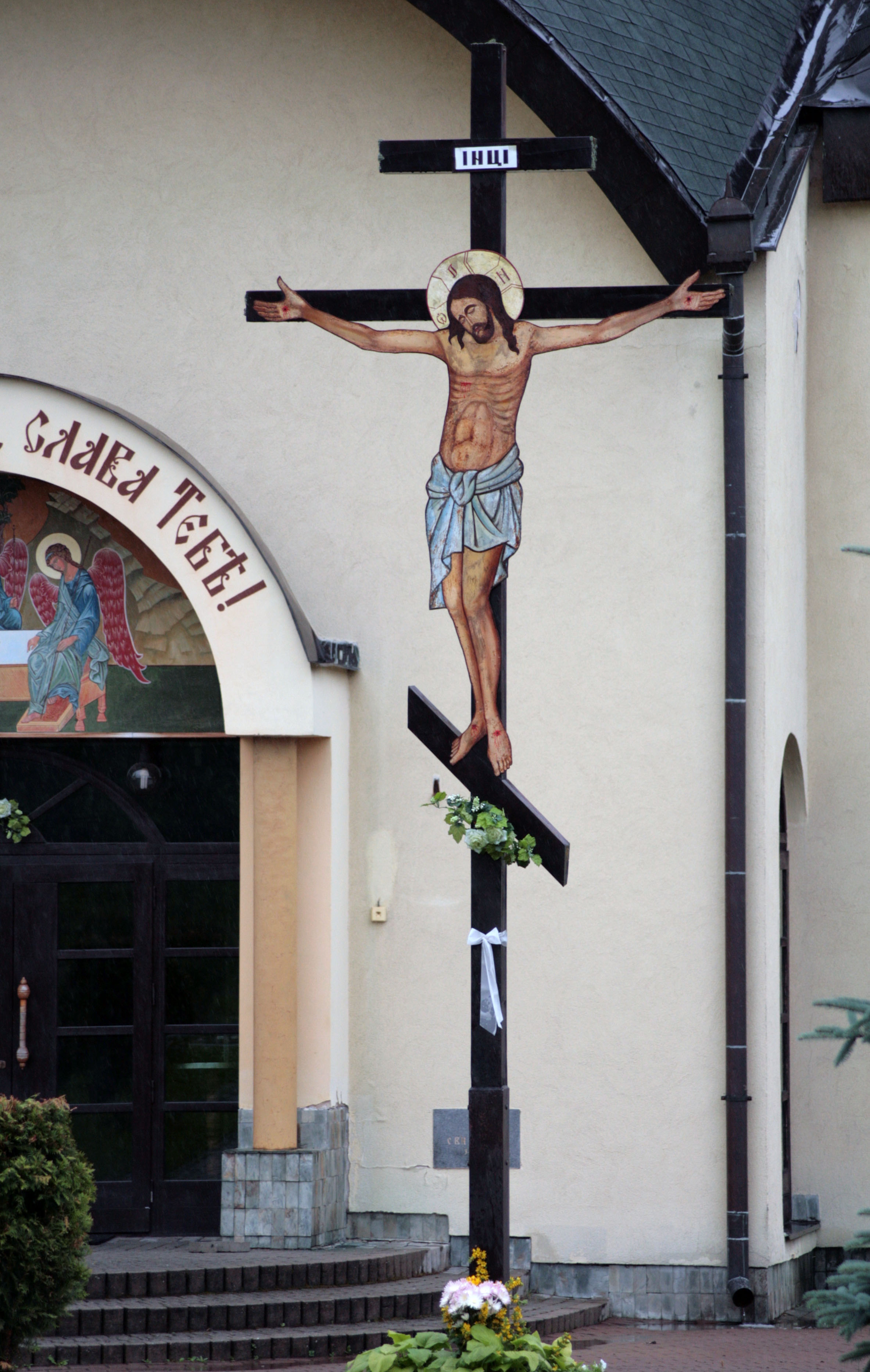
Ruský pravoslavný kříž před vstupem do kostela ve Svidníku

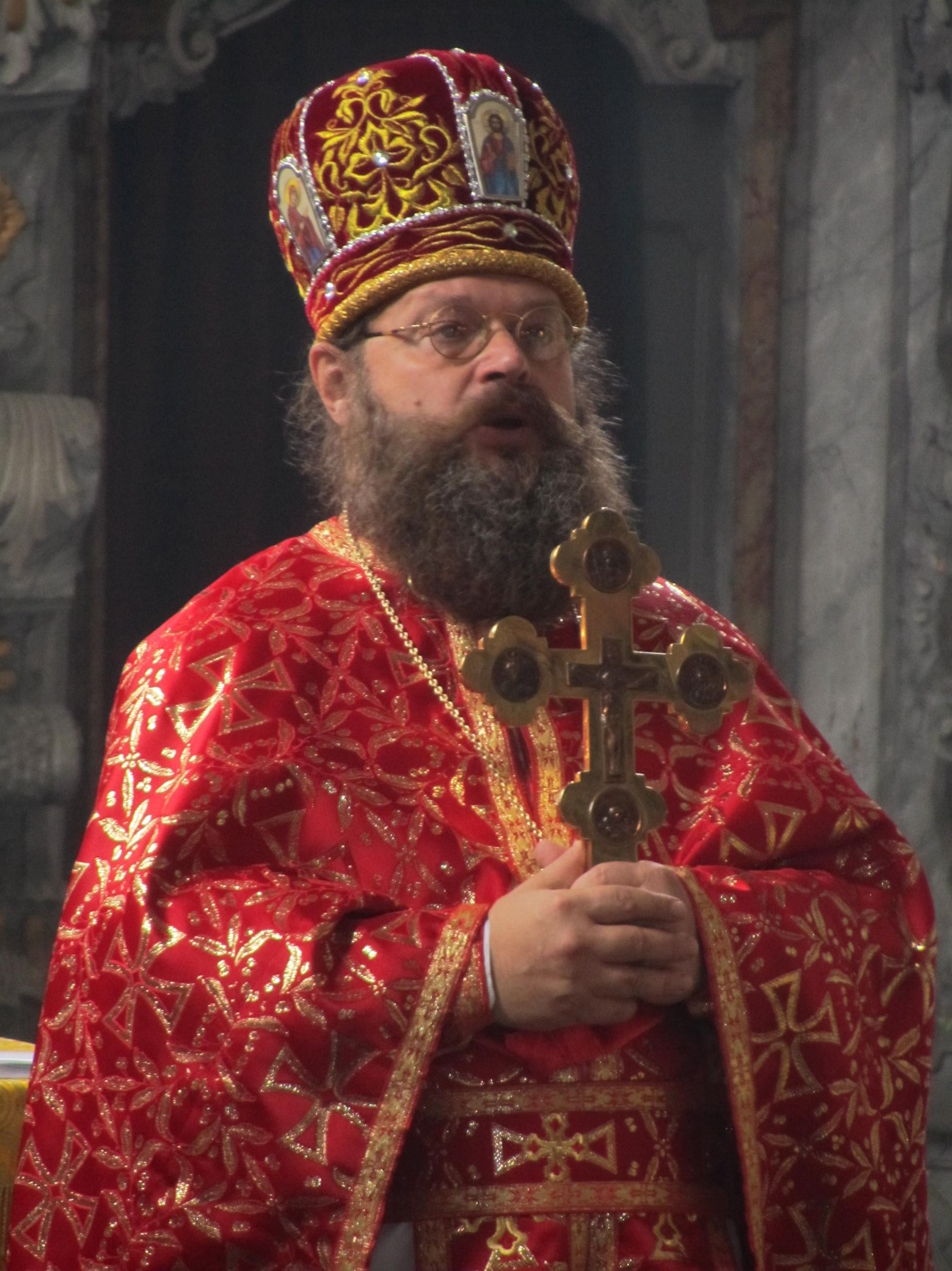
Český pravoslavný archimandrita Marek (Krupica) během bohoslužby (drží žehnací kříž řeckého stylu)

Pravoslavný kříž (☦, byzantský pravoslavný kříž, ruský pravoslavný kříž) je náboženský kříž, jeden z hlavních symbolů Ruské pravoslavné církve.

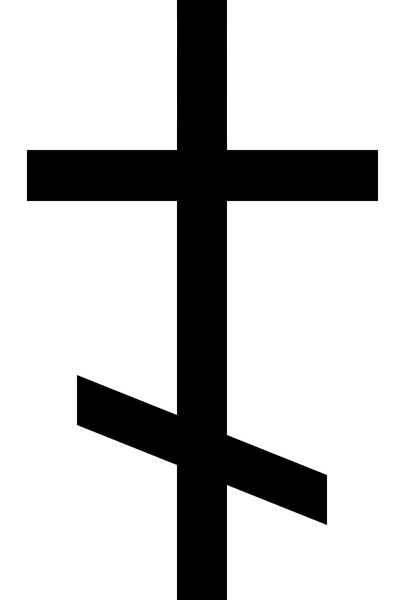
Ruský kříž

Pravoslavný kříž tradičně široce používá Konstantinopolský patriarchát od 6. století. V současné době jej také používá Ukrajinská pravoslavná církev, Srbská pravoslavná církev od 1219 (autokefální), Ruská pravoslavná církev od 16. století, Pravoslavná církev v českých zemích a na Slovensku, a Polská pravoslavná církev.
V rámci pravoslavných církví jsou však užívány i další tradiční kříže (byzantský, makedonský, apod.).

## Vzhled
Pravoslavný kříž má na své svislé ose dvě vodorovná břevna a  pod spodním vodorovným břevnem je ještě navíc jedno kratší břevno šikmé (na rozdíl od jednoho vodorovného břevna u latinského kříže, dvou vodorovných břeven u patriaršího kříže nebo tří vodorovných břeven u papežského kříže).
Vrchní břevno je určeno pro nápis Ježíš Nazaretský, Král Židů. Prostřední břevno slouží jako místo pro Kristovy rozpažené ruce. Spodní břevno pravoslavného kříže je určeno pod Kristovy nohy, které jsou přibity každá zvlášť, na rozdíl od latinského kříže, kde jsou nohy přibity dohromady jedním hřebem. Toto spodní břevno je mírně nakloněno. Jeho spodní konec má ukazovat do pekel a vrchní do nebe.
Naklonění spodního břevna bývá symbolicky vysvětlováno jako různost osudu dvou lotrů ukřižovaných s Kristem, kdy se kající Dismas odebral do nebe a nelitující do pekel.